# Floretă masculin la Jocurile Olimpice de vară din 1896
Proba de floretă masculin individual la Jocurile Olimpice din 1896 a avut loc pe 7 aprilie 1896. Au participat opt scrimeri, iar preliminariile au constat într-un sistem fiecare cu fiecare, sportivii fiind împărțiți în două grupe. Prima grupă i-a inclus pe Pierrakos-Mavromichalis, Delaborde, Callot și Poulos. A doua grupă a fost formată din Komninos-Miliotis, Balakakis, Gravelotte și Vouros. Cei doi scrimeri neînvinși din grupe s-au înfruntat în finală pentru medaliile de aur și argint, în timp ce Pierrakos-Mavromichalis și Vouros au fost premiați cu locul al treilea. A doua victorie a lui Vouros a venit prin forfaitul lui Komninos-Miliotis.

## Context
Aceasta a fost prima dată când s-a desfășurat proba, care a fost prezentă la fiecare ediție a Jocurilor Olimpice de vară, cu excepția anului 1908 (când a avut loc doar o demonstrație de floretă, nu o competiție cu medalii).

## Formatul competiției
Evenimentul a inclus o rundă semifinală în format grupe, urmată de o finală unică. Fiecare duel s-a desfășurat până la trei tușe. S-au aplicat regulile standard de floretă, inclusiv utilizarea vârfului floretei pentru tușe, zona țintă fiind limitată la trunchi și determinarea câștigătorului în cazul tușelor duble pe baza priorității. O regulă neobișnuită permitea președintelui să acorde o tușă pentru o lovitură în afara zonei țintă, dacă apărătorul a ascuns incorect zona țintă. Faza pe grupe a constat în două grupe de câte patru scrimeri fiecare, desfășurate în sistem fiecare cu fiecare. Câștigătorul fiecărei grupe a avansat în finală, care a constat într-un singur duel între cei doi scrimeri.

## Program
Proba de floretă a început la ora 10:00 în cea de a doua zi a Olimpiadei.
| Dată                  | Dată                  | Oră   | Rundă             |
| Gregorian             | Iulian                | Oră   | Rundă             |
| --------------------- | --------------------- | ----- | ----------------- |
| Marți, 7 aprilie 1896 | Marți, 26 martie 1896 | 10:00 | Semifinale Finala |

## Rezultate

### Semifinala A
Raportul oficial indică faptul că de Laborde a pierdut cu Poulos, 3–1, dar alte surse susțin că de Laborde a câștigat cu 3–2. Cea din urmă versiune este prezentată mai jos.
| Loc | Scrimer                                | V | Î | TP | TÎ | C |
| --- | -------------------------------------- | - | - | -- | -- | - |
| 1   | Henri Callot (FRA)                     | 3 | 0 | 9  | 4  | C |
| 2   | Perikles Pierrakos-Mavromichalis (GRE) | 2 | 1 | 7  | 4  |   |
| 3   | Ioannis Poulos (GRE)                   | 1 | 2 | 5  | 8  |   |
| 4   | Henri de Laborde (FRA)                 | 0 | 3 | 4  | 9  |   |

### Semifinala B
Meciul dintre Vouros și Komninos-Miliotis a fost pierdut prin forfait de Komninos-Miliotis, fiind uneori înregistrat ca o victorie cu 3–0 pentru Vouros.
| Loc | Scrimer                              | V | Î | TP | TÎ | C |
| --- | ------------------------------------ | - | - | -- | -- | - |
| 1   | Eugène-Henri Gravelotte (FRA)        | 3 | 0 | 9  | 5  | C |
| 2   | Athanasios Vouros (GRE)              | 2 | 1 | 8  | 4  |   |
| 3   | Konstantinos Komninos-Miliotis (GRE) | 1 | 2 | 5  | 7  |   |
| 4   | Georgios Balakakis (GRE)             | 0 | 3 | 3  | 9  |   |

### Finala
| Loc | Scrimer                       | V | Î | TP | TÎ |
| --- | ----------------------------- | - | - | -- | -- |
| 1   | Eugène-Henri Gravelotte (FRA) | 1 | 0 | 3  | 1  |
| 2   | Henri Callot (FRA)            | 0 | 1 | 1  | 3  |

## Clasament final
Site-ul CIO oferă o clasificare completă a celor opt scrimeri. De Laborde este plasat deasupra lui Komninos-Miliotis, aparent din cauza faptului că acesta din urmă nu a început duelul împotriva lui Vouros. Nu este clar de ce Balakakis este clasat deasupra lui Poulos, deși acesta avea un raport mai bun la tușe marcate.
| Loc | Scrimer                          | Țară   |
| --- | -------------------------------- | ------ |
| 1   | Eugène-Henri Gravelotte          | Franța |
| 2   | Henri Callot                     | Franța |
| 3   | Perikles Pierrakos-Mavromichalis | Grecia |
| 3   | Athanasios Vouros                | Grecia |
| 5   | Henri de Laborde                 | Franța |
| 6   | Konstantinos Komninos-Miliotis   | Grecia |
| 7   | Georgios Balakakis               | Grecia |
| 8   | Ioannis Poulos                   | Grecia |